# Parque del Rey Rama IX

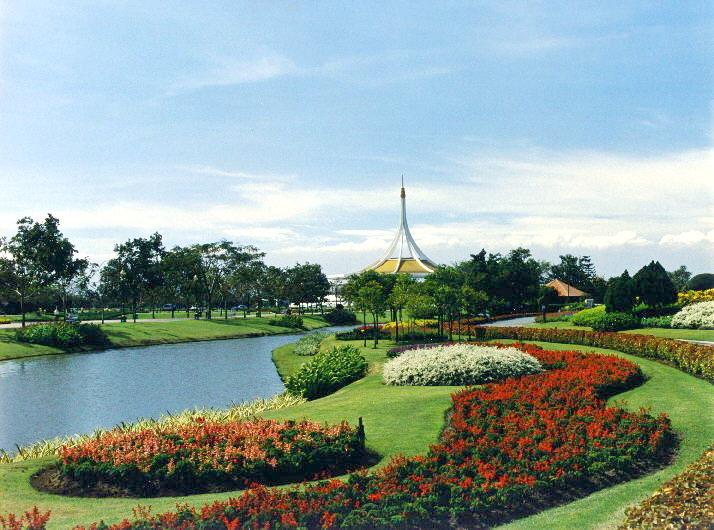

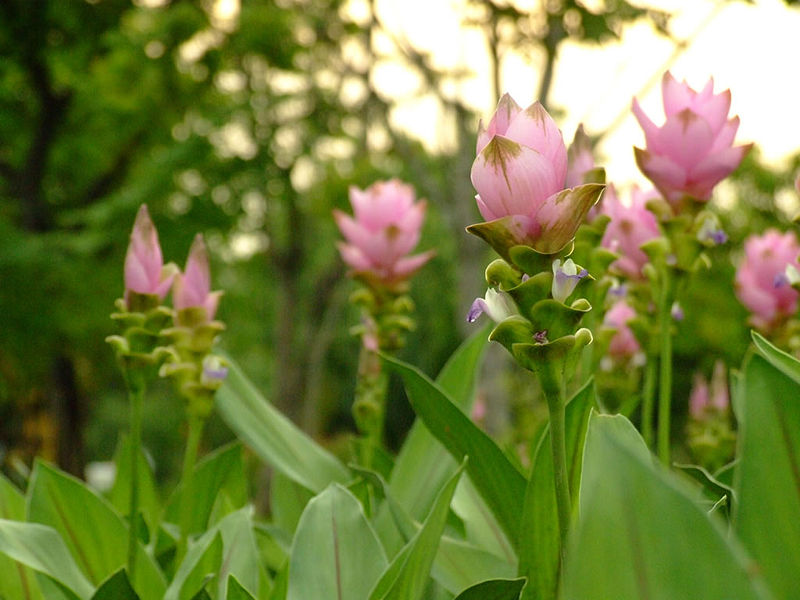
Curcuma alismatifolia (Pathumma PalePink Suanluang), en el jardín botánico del Parque Rey Rama IX.

El Parque Rey Rama IX (King Rama IX Park, en Tailandés สวนหลวง รัชกาลที่ 9, abreviado: สวนหลวง ร. 9) es un Parque de unas 80 hectáreas de extensión (en él se incluye un jardín botánico de unas 22 hectáreas), dentro del área urbana de Bangkok, Tailandia.

## Localización
El Parque del Rey Rama IX se encuentra en Soi 103 Sukhumvit Road en la proximidad de la calle Srinakharin, que se encuentra en la parte sureste de Bangkok en el distrito (Khet, Tailandés: เขต), Prawet. 
- Latitud: 13_41_15_N
- Longitud: 100_39_45_E

El parque se encuentra abierto diariamente entre las 5 de la mañana hasta las 7 de la tarde. 

## Historia
El parque fue creado en 1987, con ocasión del 60 aniversario de cumpleaños del rey Bhumibol Adulyadej. Todos los años en esta época tienen lugar exposiciones florales de plantas nativas de todo el país.
También hay exposiciones con las actividades que ha efectuado el rey tailandés, y una retrospectiva sobre su vida y su obra. 
En diciembre todo el parque es engalanado de una forma especial y decorado con innumerables plantas de flor, con la intención de enfatizar en el cumpleaños del popular rey. 

## Secciones del parque y edificios

### Plaza dedicada al Rey Rama IX.
Esta parte del parque comprende unas 3 hectáreas. El edificio principal de esta zona es la sala « Radschamangkala », que ha sido diseñada en el estilo de la era Rattanakosin. Los nueve edificios que lo rodean acomodan una exposición permanente de las numerosas actividades y proyectos que ha llevado a cabo el rey, así como objetos de uso cotidiano de su pertenencia. Estos pabellones están rodeados por ambos lados de ajardinamientos con árboles y lechos florales, que exhiben una fuente en cada uno de ellos. Estos jardines son conocidos como los « jardines del gran rey ».

### Jardín Botánico
El jardín botánico de unas 22 hectáreas de extensión, se encuentra diseñado con criterios ecológicos, siendo el primer jardín botánico del país, según criterios de comprensión para los visitantes. Se encuentra dividido en varias áreas en las que las plantas nativas se encuentran rodeadas por otras plantas irrigadas. Aquí el visitante puede pasar unos momentos relajados o tratar de investigar en el mundo de la botánica.

### Lago
Esta cuenca es un lago artificial conocido como « Prabang Kaeo Keb Nam », y ocupa una superficie de 12 hectáreas. Se creó por deseo del rey, como una cuenca de alivio para reducir el riesgo de inundaciones en los suburbios del este de la capital. Aquí se efectúan deportes acuáticos y eventos culturales. 

### Jardín Rommaniya
Este jardín de unas 7 hectáreas, está diseñado para mostrar la naturaleza de Tailandia. El área está conformada con un típico río, cascada, bosque y montañas reflejando la típica naturaleza del país. Hay una recreación de la selva tropical lluviosa, donde se exhiben numerosas especies de plantas y diversas variedades de rocas procedentes de todo el país. 

### Sanan Rasdara
Esta zona de unas 10 hectáreas de espacios abiertos, que consisten principalmente en praderas con hierbas del país. En esta área se pueden practicar todo tipo de actividades deportivas al aire libre, que se compaginan con toda clase de celebraciones temporales donde se reúnen gran número de personas. También se organizan festivales de música y conciertos al aire libre.

### Jardín Acuático
El jardín acuático cubre una superficie de unas 6 hectáreas, y es el hogar de numerosas especies de peces y aves acuáticas. Las plantas acuáticas prosperan en los bordes de este humedal, así como bosquetes en sus alrededores, que están atravesados por sombreados canales. 